# Флорика Багдасар
Флорика Багдасар (на румънски: Florica Bagdasar) е румънски политик от арумънски произход, първата жена министър на Румъния.

## Биография
Родена е на 24 януари 1901 година в Битоля, тогава в Османската империя, във влашкото семейство на инженера Стерие Чюмети. Флорика завършва факултета по медицина в Букурещ в 1925 година и работи като стажант по медицина. В 1927 година се омъжва за видния румънски лекар Димитру Багдасар. Флорика Багдасар се присъединява към Румънската комунистическа партия след 23 август 1944 година, в рамките на която развива широка дейност. В 1946 година е назначена за министър на здравеопазването на Румъния, ставайки по този начин първата жена министър в историята на държавата. Заема поста до 1948 година. В 1949 година става преподавателка в Медицинско-фармацевтичния институт.
В 1956 г. е назначена за заместник-председател на организацията на Червения кръст в Румъния. Умира в немилост в 1978 година в Букурещ.
Паметна плоча в чест на Флорика Багдасар е поставена в Букурещ, в дома на Флорика и Димитру.

### В пресата
- Revista 22 /25.08.2004: Alexandra Bellow – „Asclepios versus Hades in Romania I“
- Revista 22 /01.09.2004: Alexandra Bellow – „Asclepios versus Hades in Romania II“
- Dilema Veche nr. 7/2004: Negru Val. – „Text sub un portret anonim“
- Viața Medicalǎ nr. 23/2004: Alice Țuculescu – „Generozitatea care schimbǎ fața lumii“
- Jurnal-ro – 9 dec. 2005: Anghel C. Știrbu M.: „Dumitru Bagdasar fondatorul neurochirurgiei din România“
- Revista 22/21 dec. 2010: extrase „Arestarea abecedarului – amintirile psiholog Florica Nicolescu“
- Revista 22/21 dec. 2010: Ileana Costea, Doina Tetcu: „Secretul longevitǎții: Florica Nicolescu la 100 ani“